# Helgö (Mälaren)
Helgö ist eine kleine schwedische Insel im westlich von Stockholm gelegenen Mälaren sowie der Name des Ortes auf dieser Insel (mit dem Status eines Småort). Der Name bedeutet: „Heilige Insel“ (vergl. Helgoland). Der Ort war eines der Macht-, Handels- und Handwerkerzentren der Vendelzeit, vergleichbar mit Borg in Norwegen, Gudme auf Fünen und Uppåkra (bei Lund) in Schonen.

## Geografie
Helgö liegt südwestlich der Ortschaft Ekerö in der gleichnamigen, aus mehreren Inseln bestehenden Gemeinde Ekerö.

## Geschichte

### Schloss Kaggeholm
Auf der Insel befindet sich das Schloss Kaggeholm, das 1725 nach Plänen von Nicodemus Tessin d. J. im Rokokostil errichtet wurde. Es gehört heute der Pfingstbewegung, die hier Kurse durchführt.

### Archäologie

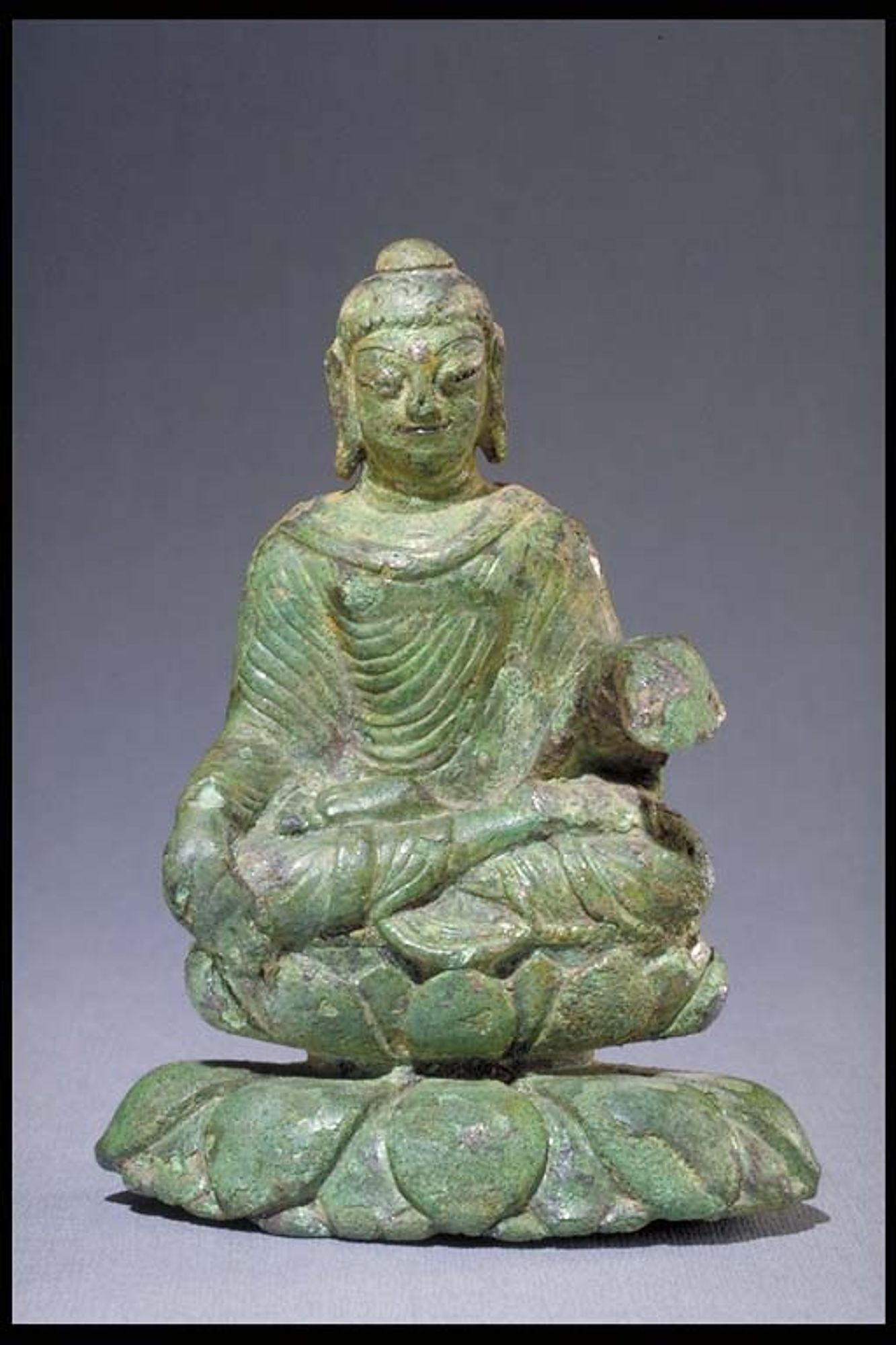
Helgö Buddha

1954 fand man bei archäologischen Ausgrabungen Reste einer Siedlung aus dem 3. Jahrhundert und Werkstätten aus der folgenden Zeit. Die Goldschmiedekunst (Guldgubber) und die Bronzegießerei waren weit entwickelt. Bedeutend war Helgö vor allem in der Germanischen Eisenzeit bzw. in der Vendelzeit. Das sieht man an hier gefundenen importierten Gegenständen. Dazu zählten unter anderem ein Buddha aus Nordindien sowie Münzen aus Rom, Byzanz und Arabien. Die Festhalle von Helgö, in der diese Gegenstände gefunden wurden, ist ein wichtiges archäologisches Zeugnis für die frühe rituelle Praxis der Skandinavier.
Etwa um 750 verlor Helgö seine Stellung an Birka.

## Sonstiges
Prominente Anwohner auf Helgö sind Agnetha Fältskog (Mitglied bei ABBA), die hier ein Anwesen mit Bauernhof besitzt, und ihre Tochter, die schwedische Schauspielerin Linda Ulvaeus.

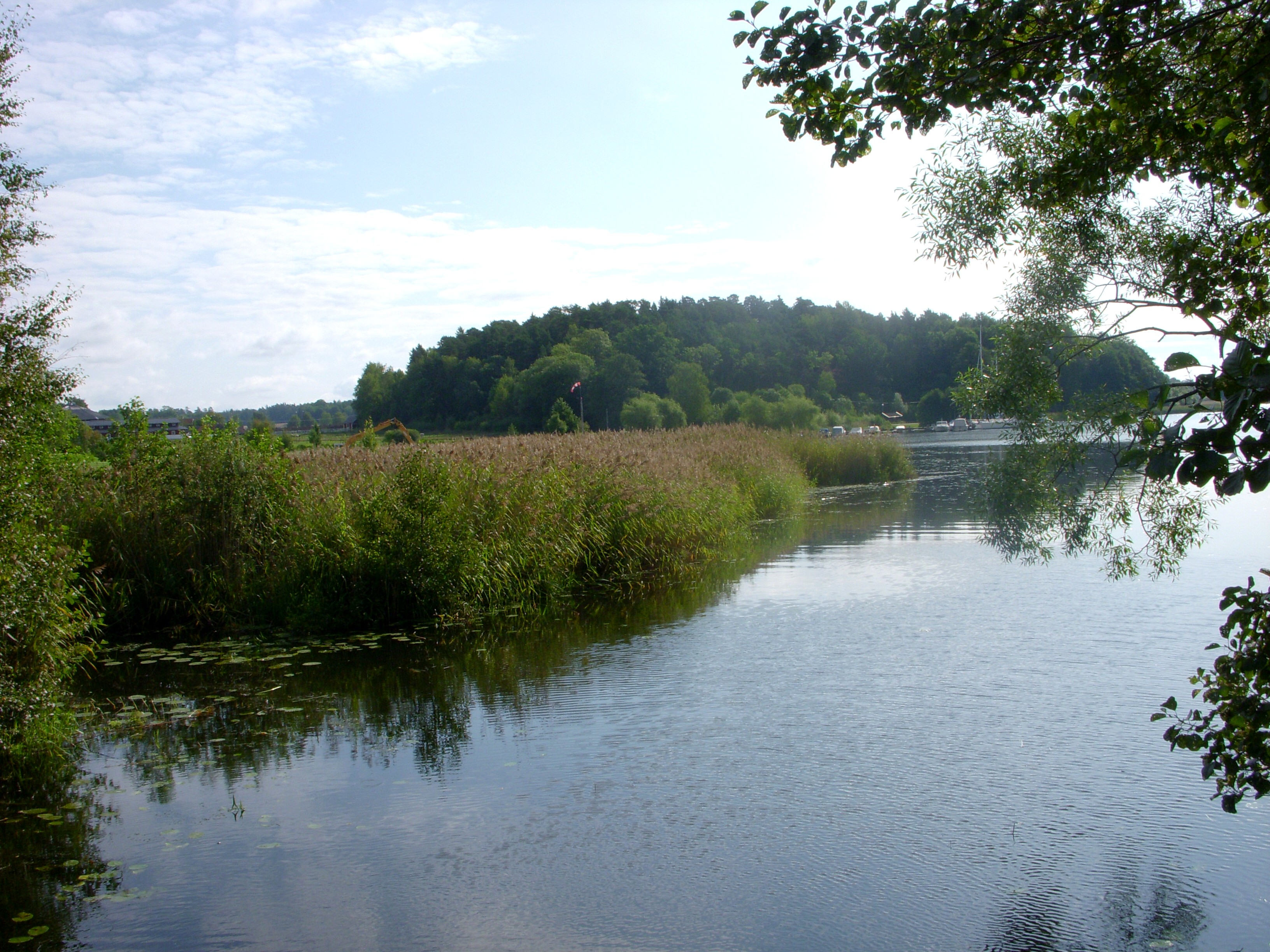
Helgö-Kanal Richtung Osten
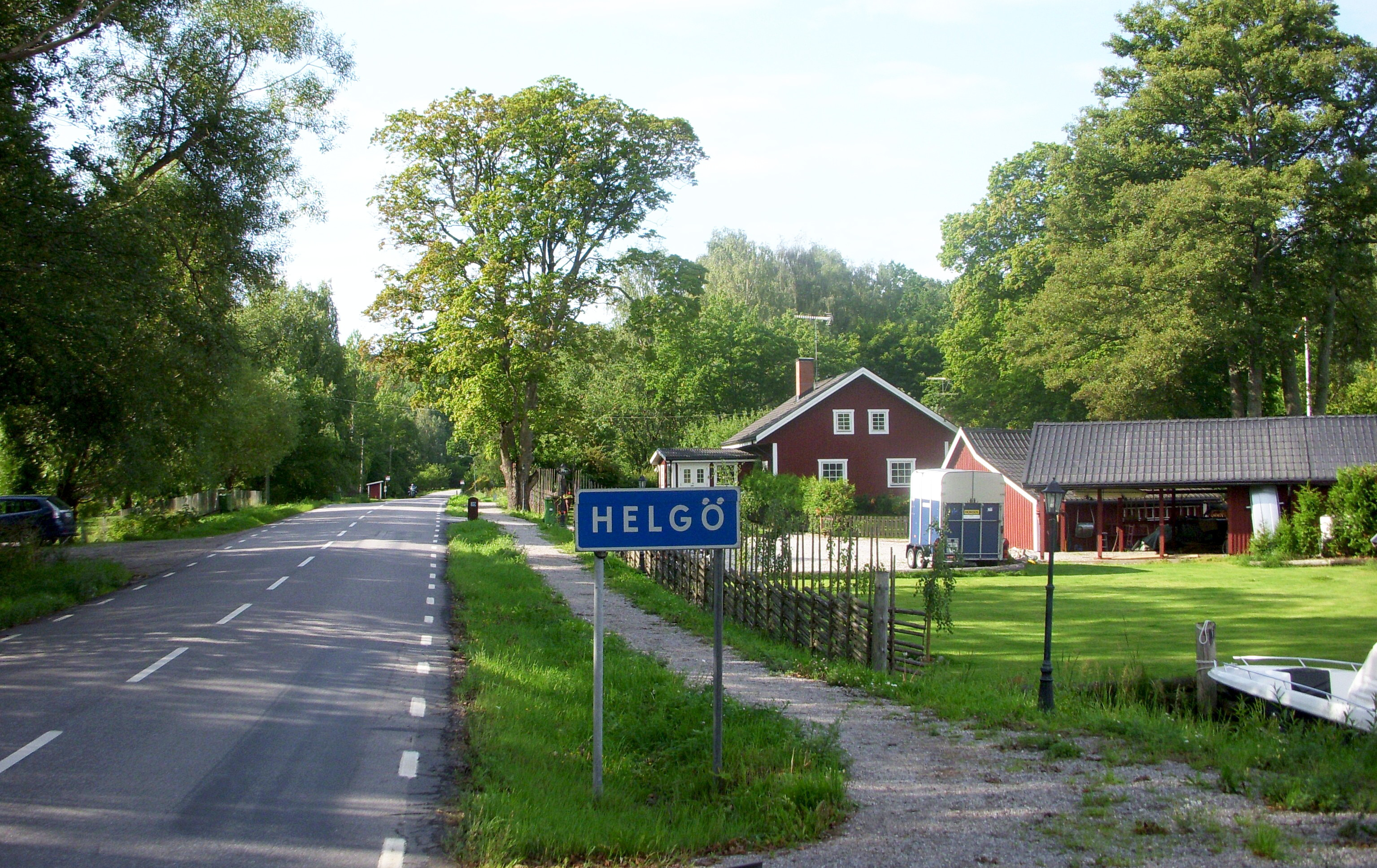
Einfahrt nach Helgö
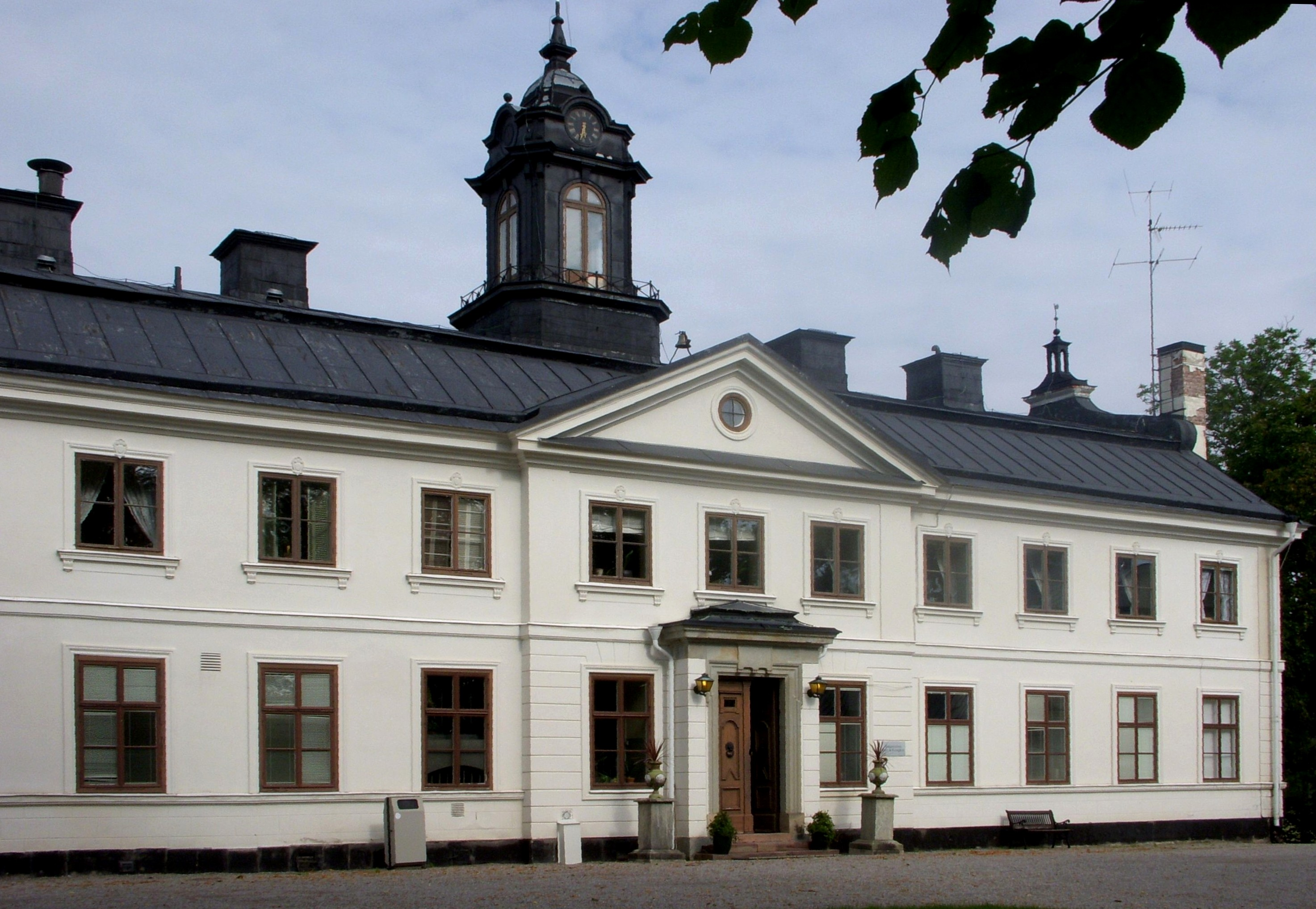
Schloss Kaggeholm
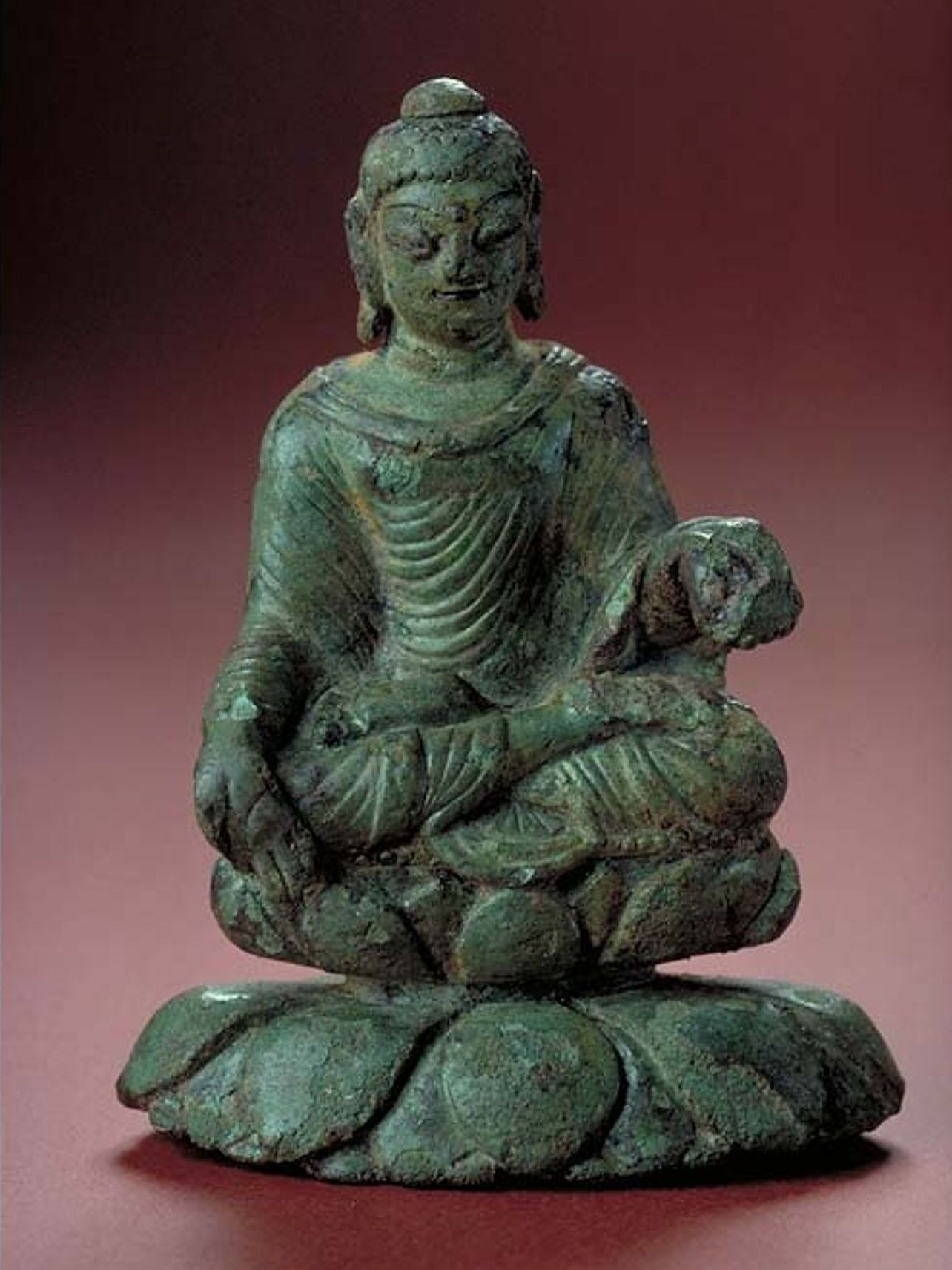
Buddha aus dem 6. Jahrhundert (gefunden auf Helgö)